# Урманаєво
Урма́наєво (рос. Урманаево, башк. Урманай) — село у складі Бакалинського району Башкортостану, Росія. Адміністративний центр Урманаєвської сільської ради.
Населення — 256 осіб (2010; 273 у 2002).
Національний склад:
- татари — 65 %
- башкири — 35 %